# Џек Ма
Ма Јун (кин: 马云; пин: Mǎ Yún, Хангџоу, Џеђанг, 15. октобар1964) је кинески предузетник. Он је пореклом из Шангџоуа у префектури Шаосинг, која се налази у кинеској провинцији Џеђанг, а рођен је у главном граду провинције Џеђанг, Хангџоуу. Познат је и под именом Џек Ма. Некада најбогатији човек Азије, сада је председник Управног одбора Алибаба Групе, као и члан Управног одбора компаније Браћа Хуаји. Оснивач је компанија Таобао и Алипеј, и директор јапанске компаније Софтбанк. Председник је кинеског већа и члан управног одбора Удружења за очување природе.

## Име
Ма Јун и Ма Хуатенг се у индустрији интернет технологија често називају “два коња” зато што ова два бизнисмена имају исто презиме - Ма (кин: 马; пин: Мǎ), чије је значење коњ. Интерни часопис компаније Тенсент, чији је Ма Хуатенг власник, зове се “Тенгјун” (кин: 腾云; пин: Téngyún) па у круговима индустрије интернет технологија постоји шала да је Ма Хуатенг на овај начин желео да се нађе испред Ма Јуна.

## Биографија

### Школовање
Године 1982. Ма Јун је завршио средњу школу и по први пут полагао пријемни испит за факултет, остваривши само 1 бод на испиту из математике. Други пут је полагао пријемни испит 1983., који је опет пао са остварених 19 бодова из математике. Због овога је, по очевом захтеву, почео да ради као разносач новина на трициклу за новинске куће : Шанхаи Ђинг, Донгхаи и Ђангнан. Дању је радио, а увече похађао вечерњу школу. Године 1984. је по трећи пут полагао пријемни испит, и са резултатом од 79 бодова је напокон примљен на Педагошки факултет у Хангџоуу (данас Хангџоу Нормал Универзитет). Године 1988. је дипломирао на Одсеку за стране језике са енглеским као главним језиком, а касније је радио као учитељ енглеског језика на Електротехничком институту у Хангџоуу (данас Електротехнички универзитет у Хангџоуу).

### Пословна каријера
Године 1991. Ма Јун је основао Преводилачку агенцију Хаибо, и тада је по први пут дошао у додир са светом бизниса. У првом месецу, приход је износио 700 јуана, а закуп простора чак 2000 јуана. Увозом и продајом робе из Гуангџоуа, Јивуа и сл. успевао је да издржава преводилачку агенцију. Такође је и организовао први Енглески кутак у Хангџоуу. Током посете Сједињеним Америчким Државама 1995. године, Ма Јун је први пут дошао у додир са Интернетом. По повратку кући је са супругом и пријатељем Хе Јибингом, који је такође био учитељ, основао веб-сајт “Кинеске жуте странице” намењен за прављење веб-страница за кинеске компаније. За мање од три године помоћу овог веб-сајта су зарадили преко 5 милиона јуана. Године 1997. развио је званичну страницу Кинеског министарства спољне трговине и економске сарадње, као и интернет тржиште кинеских производа.
Године 1999. Ма Јун је оподнео оставку на свој посао у јавном сектору и основао компанију Алибаба, користећи апликације за електронску трговину, с акцентом на Б2Б пословању. Године 2003. је тајно основао компанију Таобао, а 2004. године је основао Алипеј, независну платформу за електронско плаћање преко трећег лица. Обе компаније су тренутно на водећој позицији на кинеском тржисту, а Алибаба је водећа светска Б2Б веб-страница .
Године 2006. Ма Јун је постао други судија у емисији Кинеске централне телевизије (енгл. China Central Television; CCTV), “Победи у Кини”. Такође је користио веб-сајтове Јаху! Кина и Алибаба као платформу за званичну веб-страницу емисије. На прослави поводом десетогодишњице компаније Таобао, 10. маја 2013. године, објављено је да се Ма Јун повлачи са места директора Алибаба Групе, а да ће га на овом месту наследити Лу Џаоси.
Успех Алибаба Групе, омогућио је Ма Јуну да много пута буде позван да предаје на чувеним светским универзитетима, међу којима су Вартон факултет за послове студије Универзитета Пенсилваније, Масачусетски технолошки институт (МИТ), Универзитет Харвард, итд.

### Хуманитарни рад
Ма Јун је 3. априла 2015. године донирао 100 милиона јуана за свој алма матер – Хангџоу Нормал Универзитет, како би основао “Ма Јунов образовни фонд Хангџоу Нормал Универзитета” који се углавном користи за финансирање истраживања и иновација у домену образовања.
У априлу 2014. године Ма Јун, Ма Хуатенг и други су заједнички покренули хуманитарну организацију “Фондација за еколошку заштиту –Таохуа јуен” (назив фондације се односи на Тао Јуенмингову басну Táohuā Yuán Jì, односно “Извор бресквиног цвета”, а сам термин се користи да означи утопију), која се бави заштитом животне средине. Он је са кинеским уметником Ценг Фанџијем заједнички насликао уље на платну “Таохуа јуен”, које је продато на аукцији, а сав зарађени новац је дониран фондацији.
Такође се бави пружањем помоћи сиромашнима и олакшавању последица природних катастрофа.

## Богатство
У мају 2014. године амерички часопис који се бави финансијама Форчун (енгл. Fortune) објавио је листу “50 највећих светских лидера”, а директор и председник Управног одбора Алибаба групе, Кинез Ма Јун нашао се се на 16. месту листе оних који “чине свет бољим местом за живот”.
У августу 2014. године, Блумберг (енг. Bloomberg) процењује Ма Јунову имовину на 21,8 милијарди америчких долара, што га чини најбогатијим човеком у Кини. У Извештају Хужун објављеном у септембру 2014. године Ма Јун је, са богатством од 150 милијарди јуана, по први пут проглашен за најбогатијег човека Кине, чиме је постао 11. човек који се нашао на овом месту у шеснаест година постојања Хужуновог извештаја. Октобра исте године, Ма Јун, према Форбсовој (енгл. Форбес)”Листи светских милијардера” преузима позицију најбогатијег човека континенталне Кине, са богатством од 119,3 милијарди јуана. У децембру 2014. године, “Блумберг индекс милијардера” (енгл. Bloomberg Billionaires Index) показује да је Ма Јун, са нето вредношћу имовине од 28,6 милијарди америчких долара, превазишао Ли Ђеченгових 28,3 милијарди америчких долара. Према Блумберговим подацима из јуна 2018.. године, Ма Јуново богатство износи 50,3 милијарде америчких долара. Он поседује 5,8% деоница Алибаба Групе. Он такође поседује готово половину акција Алипеја.

## Позиције
- Декан Алибаба факултета за пословне студије Ханџоу Нормал Универзитета у Кина
- Главни оснивач корпорације Алибаба група
- Председник Управног одбора корпорације Алибаба Група
- Председник Управног одбора и директор компаније Алибаба
- Директор Софтбанк Групе [3]
- Члан Управног одбора медијске компаније Браћа Хуаји
- Члан пословног саветодавног комитета форума за Азијско-Пацифичку економску сарадњу (APEC)
- Заступник пројеката америчког удружења за очување природе (енгл. The Nature Conservancy; TNC) за Кину и члан Главног управног одбора[19]
- Ко-оснивач Таиђи зен баште (са Ли Лијенђијем – познат као Џет Ли)[20]

## Контроверзе

### Коментар о Протестима на Тјенанмену
Почевши од 13. јула 2013 “Јутарње новине Јужне Кине” су објавиле низ интервјуа са Ма Јуном. У интервјуу, Ма Јун подсећа на кризе са којима се сусрела компанија Алибаба, као што су финансијска превара као и раздвајање деоница Алипеја, и даље говори:
“Као извршни директор једне компаније, без обзира да ли је у питању инцидент који се десио у Алибаби, или раздвајање деоница Алипеја, у том тренутку, Ви сте као Денг Сјаопинг у оно доба 4. јуна. Он је био на највишој владајућој позицији у Кини, желео је стабилност, морао је донети неке окрутне одлуке. То није била савршена одлука, али је била најисправнија, била је то најисправнија одлука у том моменту. У било којем моменту, вођа мора донети овакве одлуке.”
Према овом интервјуу, Ма Јун је такође похвалио кинески систем контроле интернета. Након што је чланак неко време био на интернету, једна новинарка је без дозволе приступила систему како би обрисала део текста који се тиче протеста на Тјенанмену. Након тога, новинарка је суспендована и започета је истрага, након чега је поднела оставку. Уредништво “Јутарњих новина Јужне Кине” је објавило изјаву, истичући да је новинарка Љу Ји без дозволе приступила систему, и изменила последњу верзију чланка коју је уредник одобрио за објаву. У измењеној верзији је избрисан део где Ма Јун помиње “4. јуна”, што није у складу са изворним снимком интервјуа. Људи из про-демократског покрета су обзнанили аферу, захтевајући од Ма Јуна да се извини због начина на који је говорио о протестима.

### Остали скандали
У августу 2014. године Ма Јун је потрошио око 500 хиљада хонгконшких долара на најам 4 хеликоптера коришћених за лов у Шкотској, током којег је за недељу дана уловио 17 јелена, што је изазвало критике.
У јануару 2015. године новине су објавиле Ма Јунов коментар о конкурентској компанији Ђингдонг за коју је рекао да ће “у будућности завршити трагично”, што је изазвала контроверзе, па се Ма Јун након тога извинио.
Године 2017. Ма Јунова промотивна кампања за ДингДинг отворено је вређала и умањивала вредност Вичата. Након извињења, наставио је са омаловажавањем компаније Ђингдонг.

## Породица
- Отац – Ма Лајфа: био је директор једног драмског друштва у Џеђангу[24][25]
- Супруга - Џанг Јинг: Рођена у Ганлину, округ Шенгџоу, провинција Џеђанг. Џанг Јинг је упознала Ма Јуна током студија на Педагошком факултету у Хангџоуу (сада Хангџоу Нормал Универзитет). Након дипломирања, Ма Јун је предавао на Електротехничком институту у Хангџоуу (сада Електротехнички универзитет у Хангџоуу), и недуго потом њих двоје су се венчали.[26] Имају сина и кћерку који студирају на Универзитету Калифорније у Берклију.[27]
- Син – Ма Јуенкун (1992-) [27]
- Кћерка

## Почасти
- Ма Јун не само да се два пута нашао на насловници часописа Форбс (енгл. Forbes), 2000. и 2011. године, већ је ово и први пут да се предузетник из континенталне Кине појавио на насловној страни Форбса у више од 50 година од оснивања часописа.[28]
- Године 2009. часопис Тајм (енгл. Time) га је прогласио једним од „100 најутицајнијих људи на свету“.[29] На истој листи се појавио и 2014. године.[30]
- Године 2010. часопис Форбс Азија (енгл. Forbes Asia) га је прогласио једним од „Хуманитарних хероја Азије“.[12]
- Године 2011. Вол Стрит Џурнал (енгл. Wall Street Journal) прозвао је Ма Јуна „кинеским Џобсом“ [28]
- У октобру 2013. године, на 60. годишњицу Свекинеске федерације индустрије и трговине, часопис „Кинеска индустрија и трговина“, уредништво кинеских предузетника и издавачка кућа „Кинеска федерација индустрије и трговине“ заједно су покренули издавање почасног извештаја „Приватни сектор чини да кинески сан блиста– 100 приватника вредних похвале чији је допринос националној индустрији изванредан“, како би истакли допринос приватног сектора и приватних предузетника нацији. Ма Јун је, као један од најистакнутијих људи у индустрији интернет технологије, проглашен за једног од „приватника вредних похвале чији је допринос националној индустрији изванредан“.
- 7. маја 2014. године, са богатством од 45,7 милијарди јуана ушао је међу првих 10 листе „500 најбогатијих за 2014. годину“ часописа Форчун (енгл. Fortune) .[31]
- Светски економски форум изабрао га је за кинеског „Будућег светског лидера“[32]

## Остало
Дана 29. јуна 2014. године Ма Јун је учествовао у дипломској церемонији генерације 2014. године Факултета за менаџмент, Универзитета Ћингхуа, где је одржао говор. Рекао је да он сам никада није купио ништа на веб-сајту Таобао нити је икада користио Алипеј, али помно слуша друге када причају о томе да ли је Алипеј добар или лош.
Ма Јун је опчињен мистичном источњачком културом и религијом, често проучава ћигонг и будизам. Са будистом Ли Лијенђијем је 2011. године основао је компанију за међународни развој културе Тајђи Чан, и посветио се глобалној промоцији културе Тајђија. Са глумцем Џао Вејем је 2013. године посетио „Мајстора ћигонга“ Ванг Лина, што је привукло пажњу јавности, и довело до разоткривања Ван Линовог незаконитог понашања. При вођењу свог бизниса, Ма Јун инсистира на примени принципа Тајђићуена. Сматра да је за дуг опстанак, било да су у питању људи или компаније, потребно споро кретање, налик Тајђићуену.
Дана 27. марта 2016. године Универзитет Хупан у Хангџоуу организовао је церемонију отварања, на којој је председник Управног одбора Алибабе, Ма Јун, одржао говор . Говорио је о својим неуспесима и разлозима што су приватни предузетници покренули овај универзитет.
Јануара 2017. године, у кули Трамп, Доналд Трамп је разговарао са Ма Јуном око четрдесетак минута. Након разговора, обратили су се новинарима који су чекали у предворју. Фокус разговора су биле теме трговине између Кине и САД-а, а посебно то како Алибаба може, кроз билатерално трговање, помоћи САД-а да створи радна места.
У јуну исте године, у Детроиту, САД, одржана је конференција за индустрију Гејтвеј 17 (енгл. Gateway 17) . На конференцији је изјавио да би вештачка интелигенција могла довести до Трећег светског рата, јер су две претходне индустријске револуције довеле до два светска рата. Даље објашњава како разлози за рат нису били сами проналасци, већ је неправилно управљање тим иновацијама извршило велики утицај на друштво и начин живота. Нова технологија ствара нове послове и замењује старе, ствара нове победнике и нове губитнике у друштву, и ако је број губитника превелик то ствара енергију друштвене нестабилности, коју одлучни људи могу искористити за изазивање различитих инцидената. Ма сматра да би свака држава требало да буде у обавези да пропише строга правила према којима машине са вештачком интелигенцијом могу да се користе само за послове које људска бића не могу да обављају, да би се избегао велики талас незапослености након што би велики број људи био замењен машинама у кратком временском периоду. Ипак, Ма Јун није изнео детаљан план којим би се осигурала примена и поштовање ових правила на светском нивоу.
Дана 3. новембра 2017. године, на кинеском сервису за дељење музике Сјами, објављена је песма „Фенг Ћингјанг“ коју су заједно отпевали Ма Јун и Ванг Феј, што је и Ма Јунов први сингл.